# Schorisse
Schorisse (Frans: Escornaix) is een dorp in de Belgische provincie Oost-Vlaanderen en een deelgemeente van de gemeente Maarkedal, het was een zelfstandige gemeente tot aan de gemeentelijke herindeling van 1977. Het landbouwdorp is een langgerekt straatdorp in de Vlaamse Ardennen, nabij Henegouwen.
Het reliëf golft tussen de 32 en 122 meter, en de Maarkebeek stroomt door de dorpskern. Vroeger was ruim 300 ha bebost, nu zijn slechts het 26 ha grote staatsbos (Bos Ter Rijst) en enkele verspreide bospartijen overgebleven (onder andere in het Burreken). In Schorisse liggen de Kasteelmolen en de Hazeveldmolen.

## Geschiedenis
Schoorisse, afkomstig van het Latijnse Scornacum (schorre), was reeds bekend in de 12de eeuw, meer bepaald met de Heeren van Schoorisse. Arnaut V, een van de Heeren, was zelfs raadsheer van Lodewijk van Male die in 1378 de onafhankelijkheid van het huidige Schorisse verwierf.
In 1416 werd het Sint-Margriethospitaal gesticht, een onderdak voor bedevaarders en noodlijdenden. Verder, in de 16de eeuw werd de Sint-Pieterskerk gebouwd, waarvan tot op heden enkel de gotische toren overbleef door de Beeldenstormers, die deze in 1566 ernstig beschadigden. Ook was dit dorp in bezit van een waterslot (rond 1640). Dit kasteel raakte echter in verval nadat dit in handen was gevallen van het Huis te Lalaing uit Oudenaarde en werd in 1890 afgebroken. Het dorp kreeg in de loop der geschiedenis veel te verduren, want in 1788 brak de Boerenopstand te Cocambre (Koekamer) (zie een van de verhalen van Herman Teirlinck) uit.
Op de begraafplaats van Schorisse liggen tien Britse soldaten die in de buurt sneuvelden tijdens de Tweede Wereldoorlog.

### Samenvattende tijdslijn
- 1100: Herkenning Schoorisse vanwege de Heeren Van Schoorisse
- 1378: Onafhankelijkheid Schoorisse
- 1416: Stichting Sint-Margriethospitaal
- 1500: Bouw Sint-Pieterskerk
- 1566: Beschadigingen door Beeldstormers aan de St-Pieterskerk en brand in 1579 waarbij enkel de toren werd gespaard. Koor, sacristie en driebeukige kerk heropgebouwd einde 18e eeuw
- 1640: Bezit van een waterslot (ongeveer 1640)
- 1788: Uitbreken van de Boerenopstand te Koekamer
- 1857: Geboorte Omer Wattez, de Vader van de Vlaamsche Ardennen
- 1890: Afbraak waterslot
- 1896: Tewerkstelling voornamelijk door landbouw, zagerij en textiel
- 1935: Overlijden Omer Wattez
- 1977: Fusie van Schorisse, Etikhove, Nukerke en Maarke-Kerkem tot de gemeente Maarkedal

## Bezienswaardigheden
- Annoven, een bedevaartsoord
- De Sint-Pieterskerk
- De Kasteelmolen
- De Hazeveldmolen
- De Brouwerij Merchie
- Het Sint-Margriethospitaal

## Natuur en landschap
Schorisse ligt in de Vlaamse Ardennen en de hoogte varieert van 32-122 meter. Natuurgebieden zijn het Bos Ter Rijst en het Burreken. Ten westen van Schorisse loopt de Pauwelsbeek in noordelijke richting om uit te monden in de Maarkebeek.

## Demografische ontwikkeling
- Bronnen:NIS, Opm:1831 tot en met 1970=volkstellingen; 1976 = inwoneraantal op 31 december

## Afbeeldingen

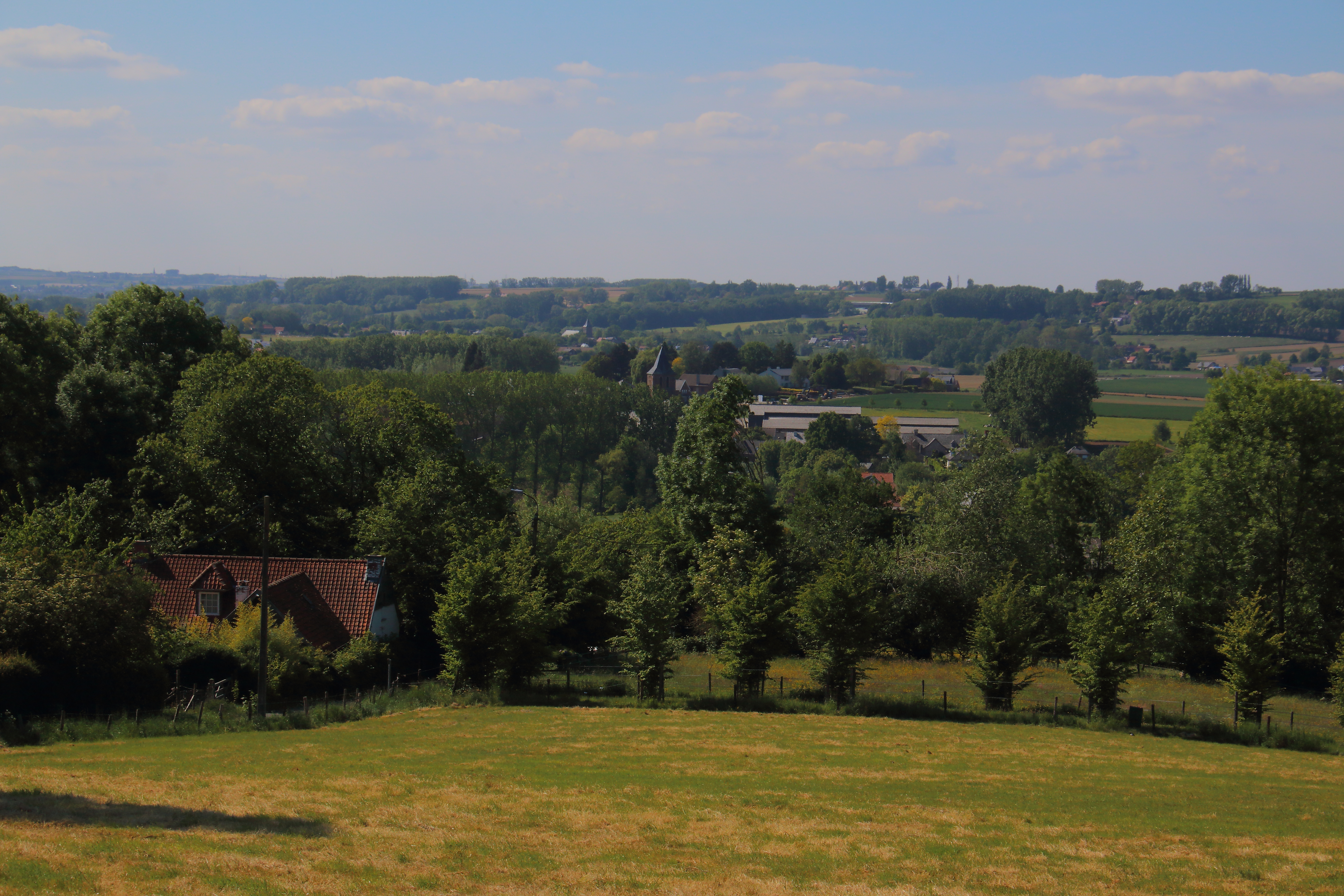
Gezicht op Schorisse vanaf Foreest
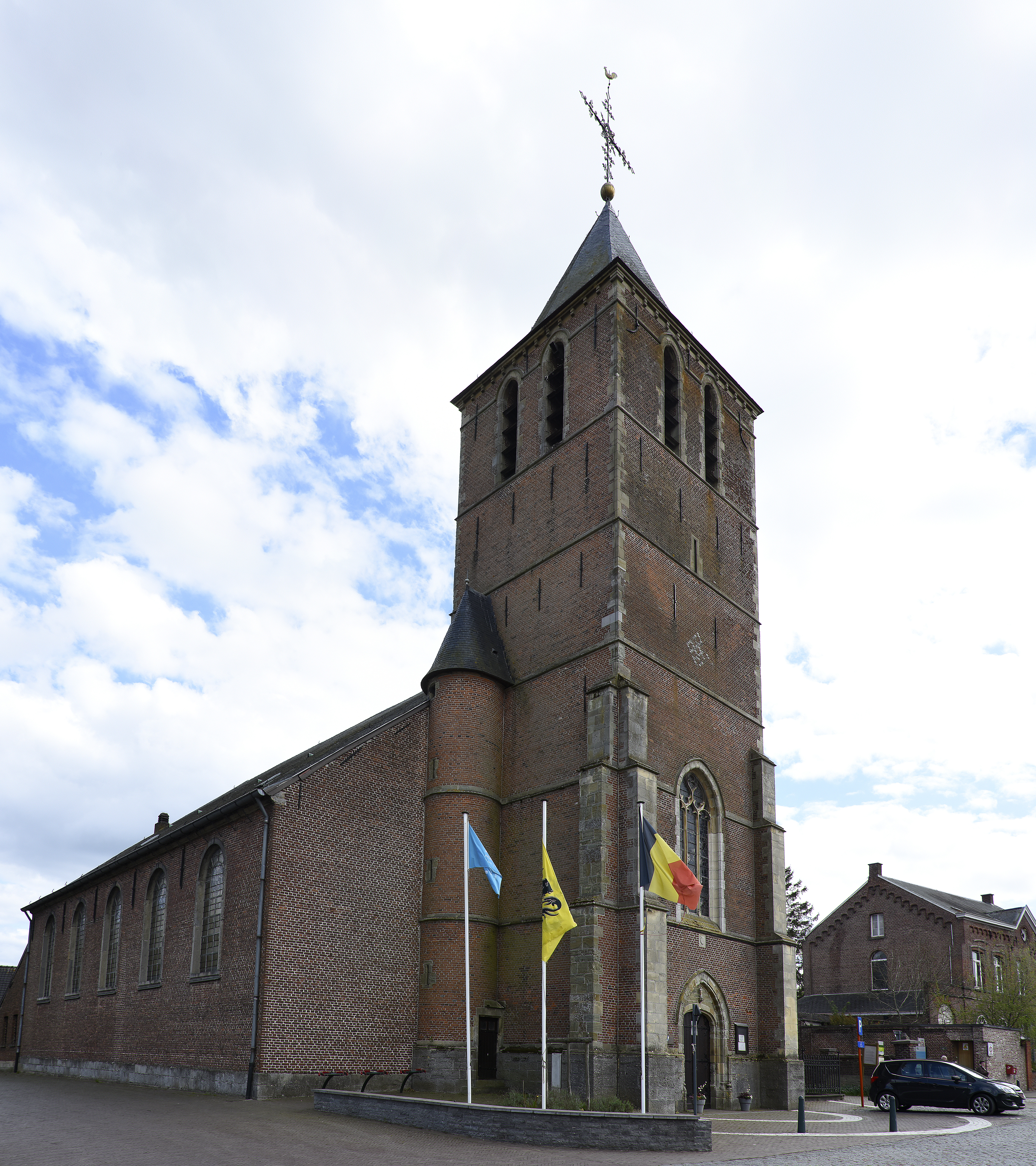
Sint-Pieterskerk
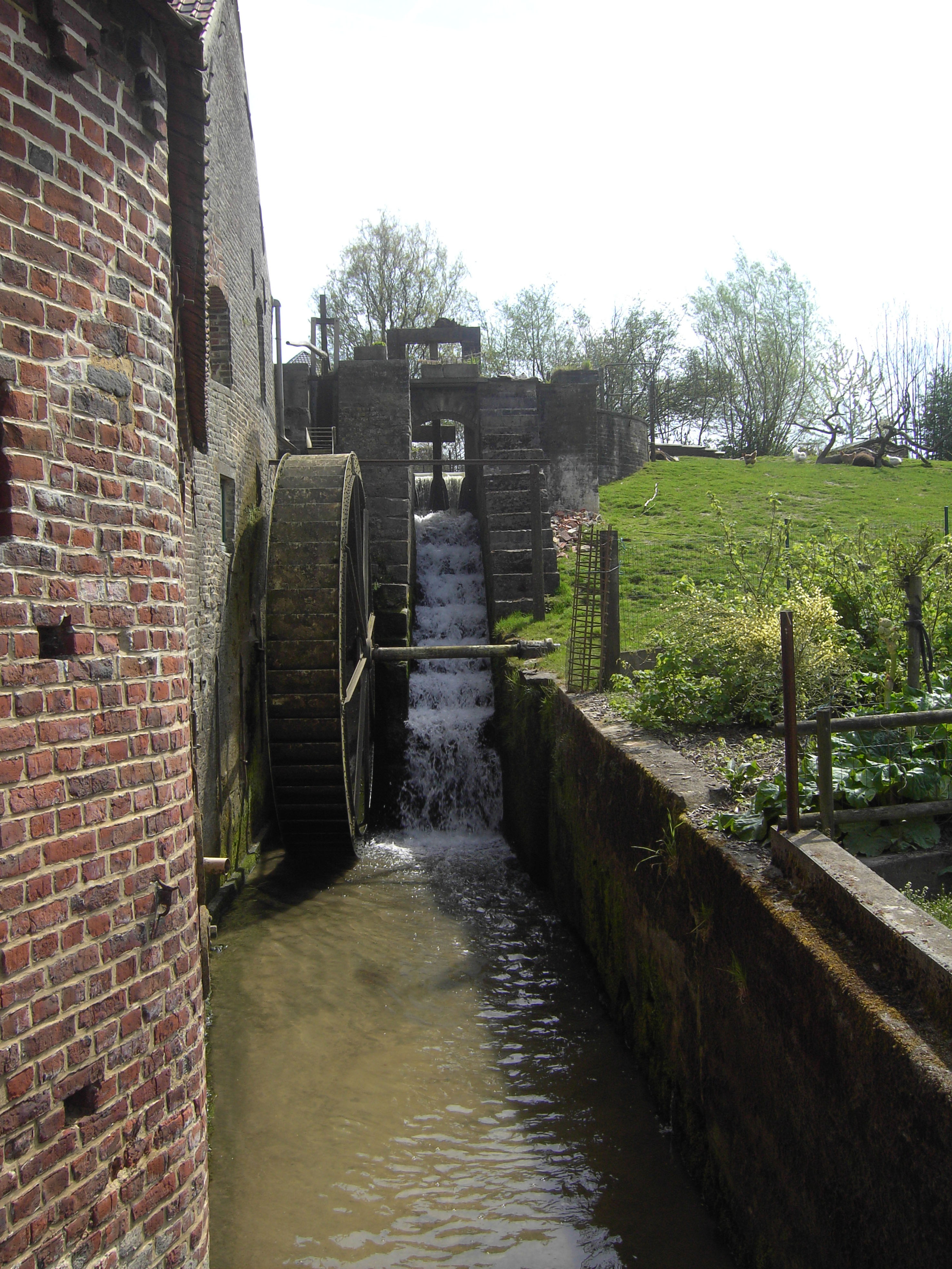
Kasteelmolen, de watermolen van het voormalig kasteel
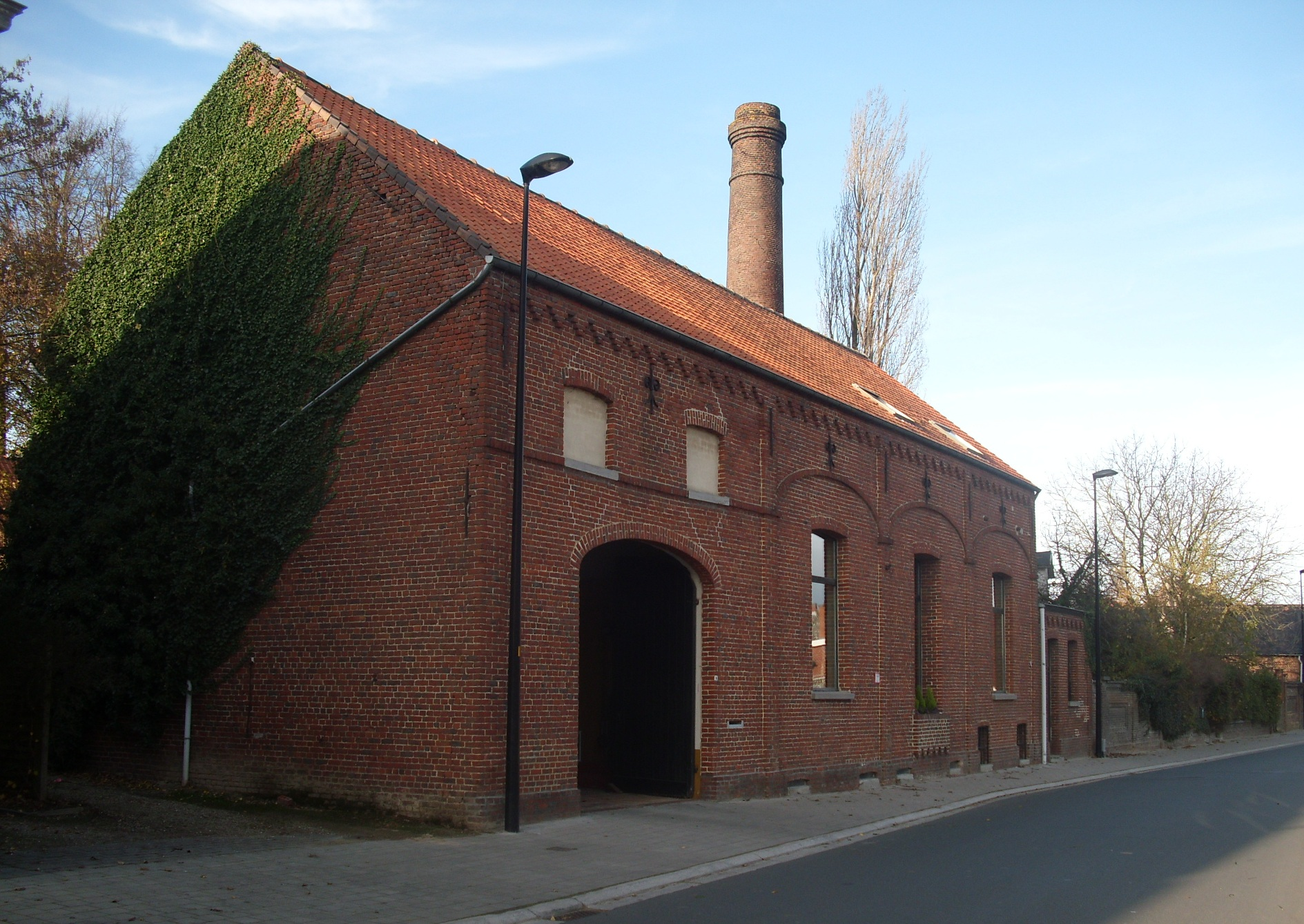
Voormalige Brouwerij Merchie

## Economie
Voornamelijk landbouw, zagerij en textielatelier zorgen voor tewerkstelling. In 1896 telde men er 73 katoenwevers, 206 wevers van wol en gemengde stoffen, 26 werknemers in de kledingnijverheid, 7 in de klompenmakerijen en 9 in de molens. De 20ste eeuw bracht hierin verandering. In 1961 vonden nog 123 inwoners werk in kleding- en schoennijverheid. De rest werd gedwongen tot pendelen of zijn bestaan in de landbouw. Er bestond een  korenwindmolen genaamd Molen Ter Rijst ook wel Rizoimolen of Molen Orins genoemd naar de laatste molenaars die behoorden tot een eeuwenoud geslacht van molenaars in het Pajottenland.

## Bekende inwoners

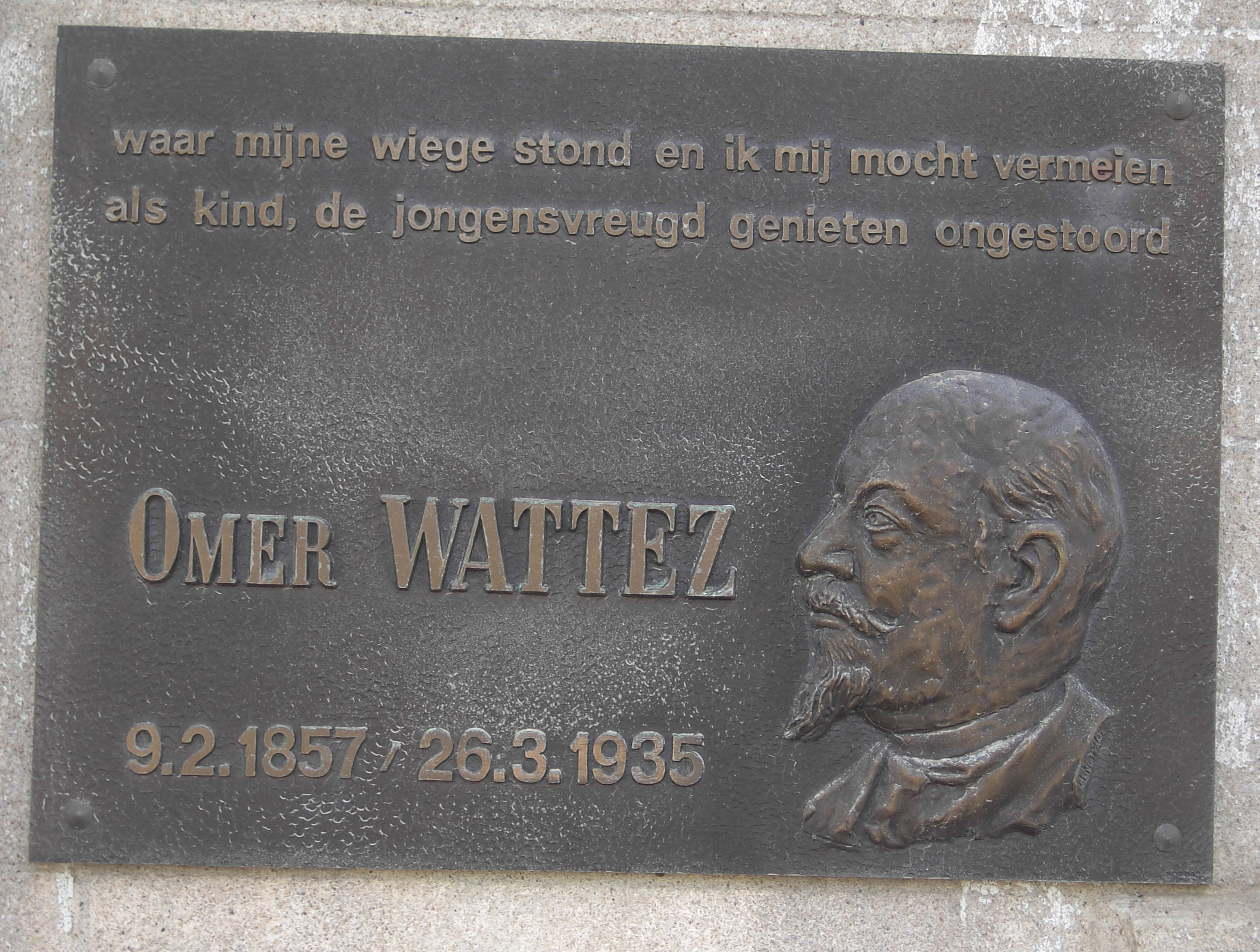
Omer Wattez.

- Omer Wattez, "Vader van de Vlaamsche Ardennen" (auteur, 1857-1935)
- Paul Baekeland  (schrijver/dichter, 1936-2019)
- Louis Vervoort, acteur, bekend alias "de dwerg" uit Merlina
- Jasper Steverlinck, zanger/gitarist
- Filip Meirhaeghe, mountainbiker
- Denis Baeskens, CVP-volksvertegenwoordiger
- Thierry De Cordier, kunstenaar
- Stefa

## Trivia
- De bijnaam van de inwoners is zullezitters (dorpelzitters).[1]

## Nabijgelegen kernen
D'Hoppe, Elzele, Louise-Marie, Kerkem, Maarke, Sint-Kornelis-Horebeke
Deelgemeente: Etikhove · Maarke-Kerkem · Nukerke · Schorisse

Overige dorpen en gehuchten: Kerkem · Louise-Marie · Maarke

Belgische gemeenten · Arrondissement Oudenaarde · Oost-Vlaanderen · Vlaanderen